# Bokemühle
Eine Bokemühle, Bockemühle oder Bottmühle ist ein Hammerwerk, mit dem man den Bast der Flachsfaser bloßlegt.

## Funktionsweise
Wenn der Flachs geerntet war, unterzog man ihn zunächst der Flachsrotte. Gebräuchlicher war dafür die Bezeichnung Flachsröste oder einfach Röste. Das war ein Gärungsprozess, mit dem der innere holzige Kern und die Klebestoffe des Flachsstängels zerstört wurden. War er später getrocknet, kam das Boken oder auch Botten. Bei diesem Arbeitsgang wurden die Fasern von den Holz- und Rindenteilen befreit, indem man die Stängel mit einem Holzschlägel zerschlug. Das konnte auch im Stampfwerk einer Mühle geschehen.